# Vedran Škobić
Vedran Škobić (* 13. Mai 1984 in Mostar, SFR Jugoslawien) ist ein bosnischer Politiker (HDZ BiH). Er wurde am 28. April 2023 als Nachfolger von Mato Jozić im Amt des Justizministers der Föderation Bosnien und Herzegowina bestätigt.

## Biografie
Vedran Škobić wurde in Mostar, Bosnien und Herzegowina geboren und ist dort aufgewachsen. Im Jahr 2008 schloss er sein Jurastudium an der juristischen Fakultät der Stadt Mostar mit einem Diplom ab.
Er ist seit 15 Jahren in seiner Heimatstadt als Rechtsanwalt tätig. Seine juristische Laufbahn begann als Justitiar bei der Hypo Alpe-Adria Bank d.d. und führte ihn dann zum größten Unternehmen der Stadt, Aluminij d.d. Mostar. Seit dem Jahr 2020 ist er als selbständiger Anwalt in Mostar tätig.
Neben seinem Beruf als Anwalt ist Vedran Škobić seit 2014 Mitglied des Handballvereins HMRK Zrinjski, dem er von 2016 bis 2018 auch als Präsident vorstand.

## Familie
Škobić ist verheiratet und Vater eines Sohnes.